# Paphiopedilum insigne
Paphiopedilum insigne är en orkidéart som först beskrevs av Nathaniel Wallich och John Lindley, och fick sitt nu gällande namn av Ernst Hugo Heinrich Pfitzer. Paphiopedilum insigne ingår i släktet Paphiopedilum och familjen orkidéer. Inga underarter finns listade i Catalogue of Life.
Artens utbredningsområde anges som från Assam (Meghalaya) till Kina (nordvästra Yunnan).

## Bilder

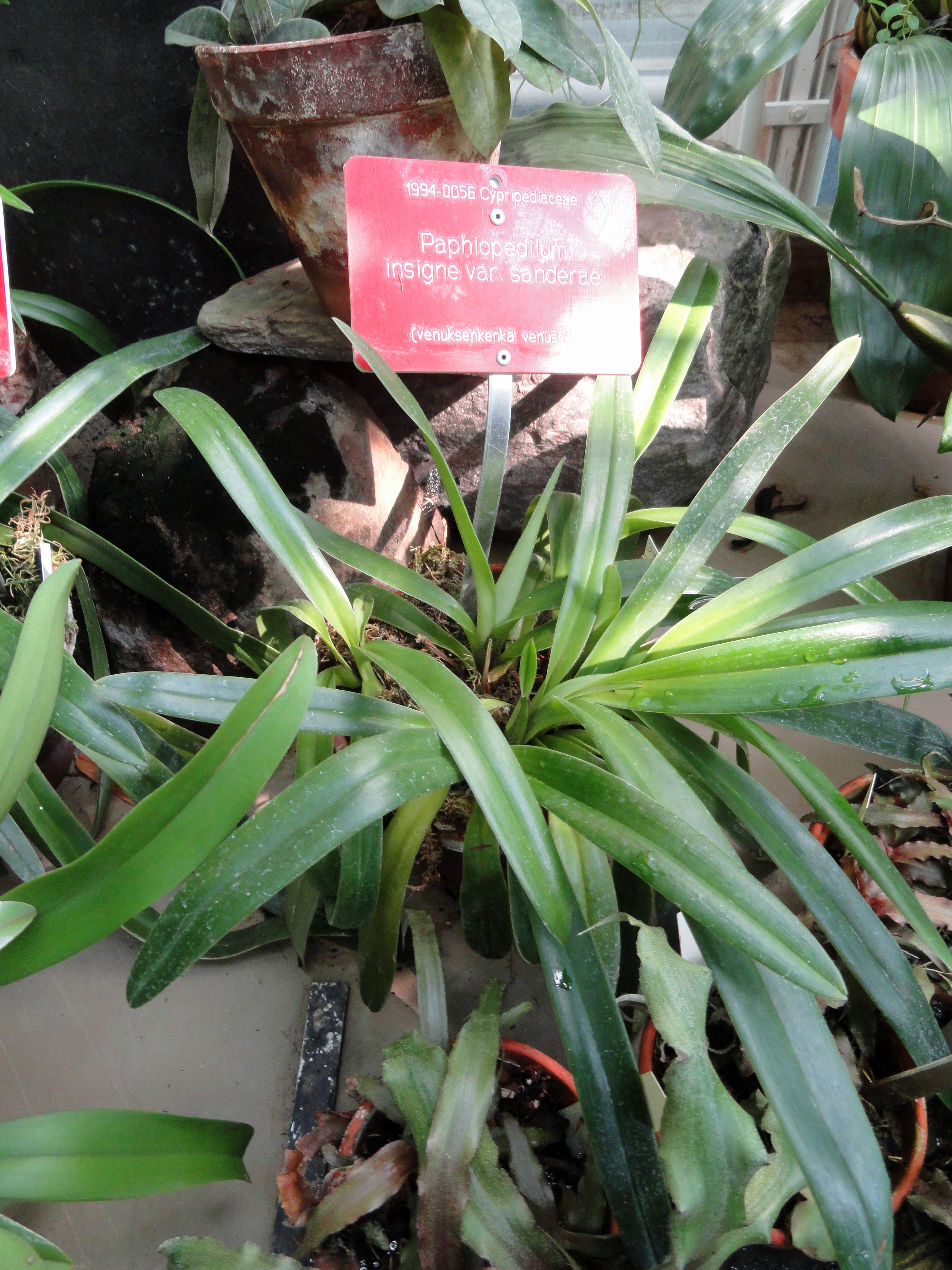
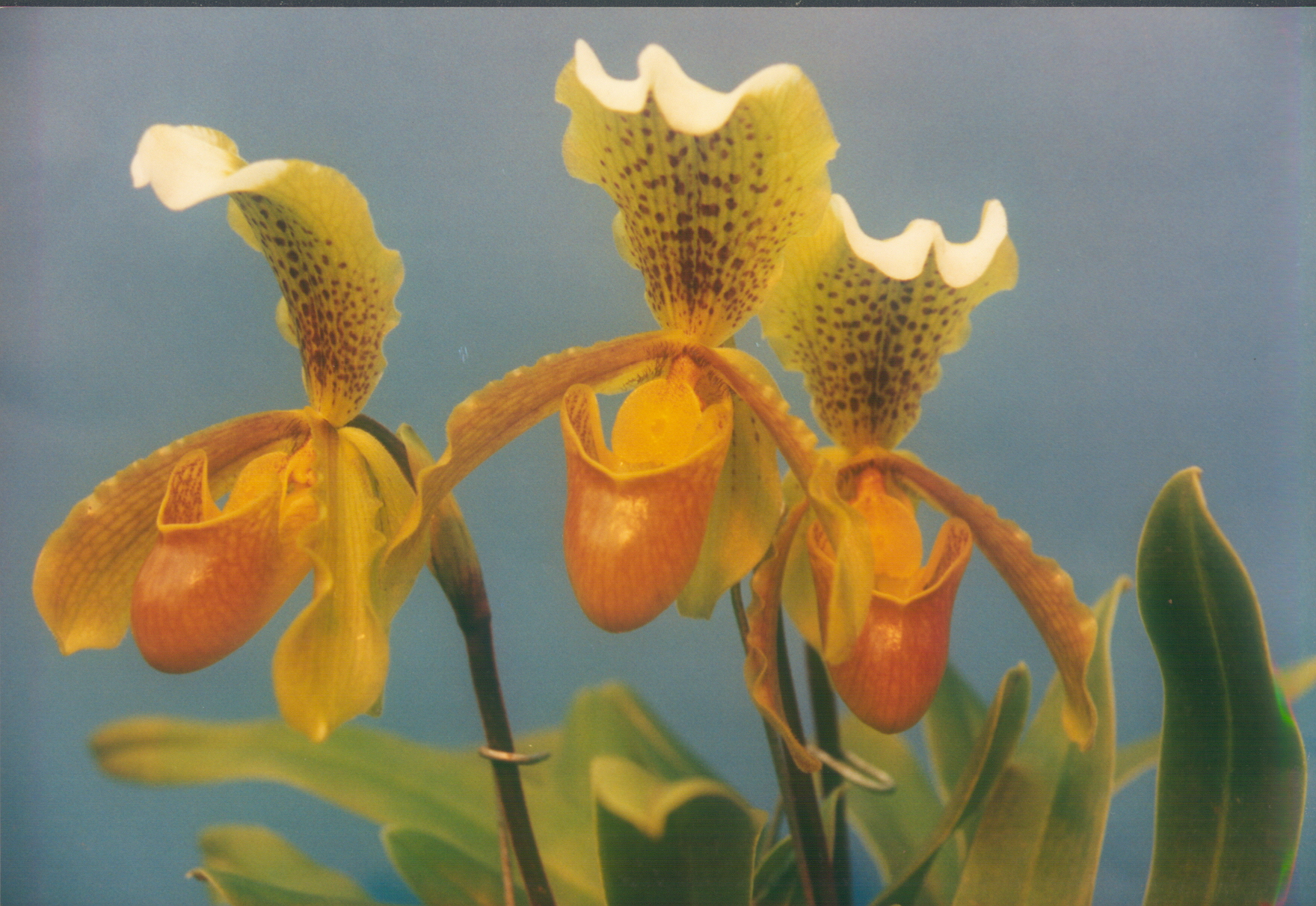
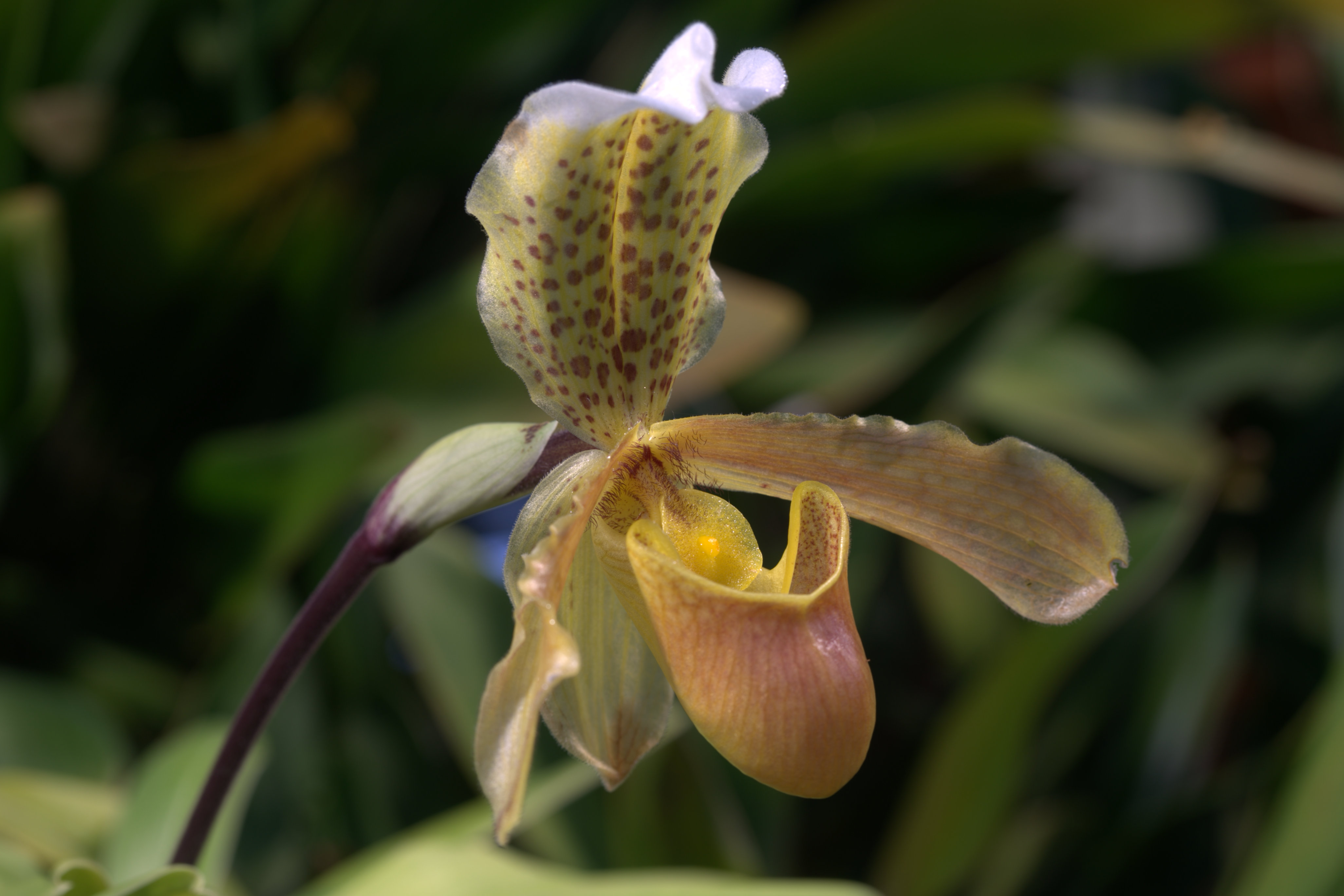